# Landschaftsschutzgebiet Buschbach

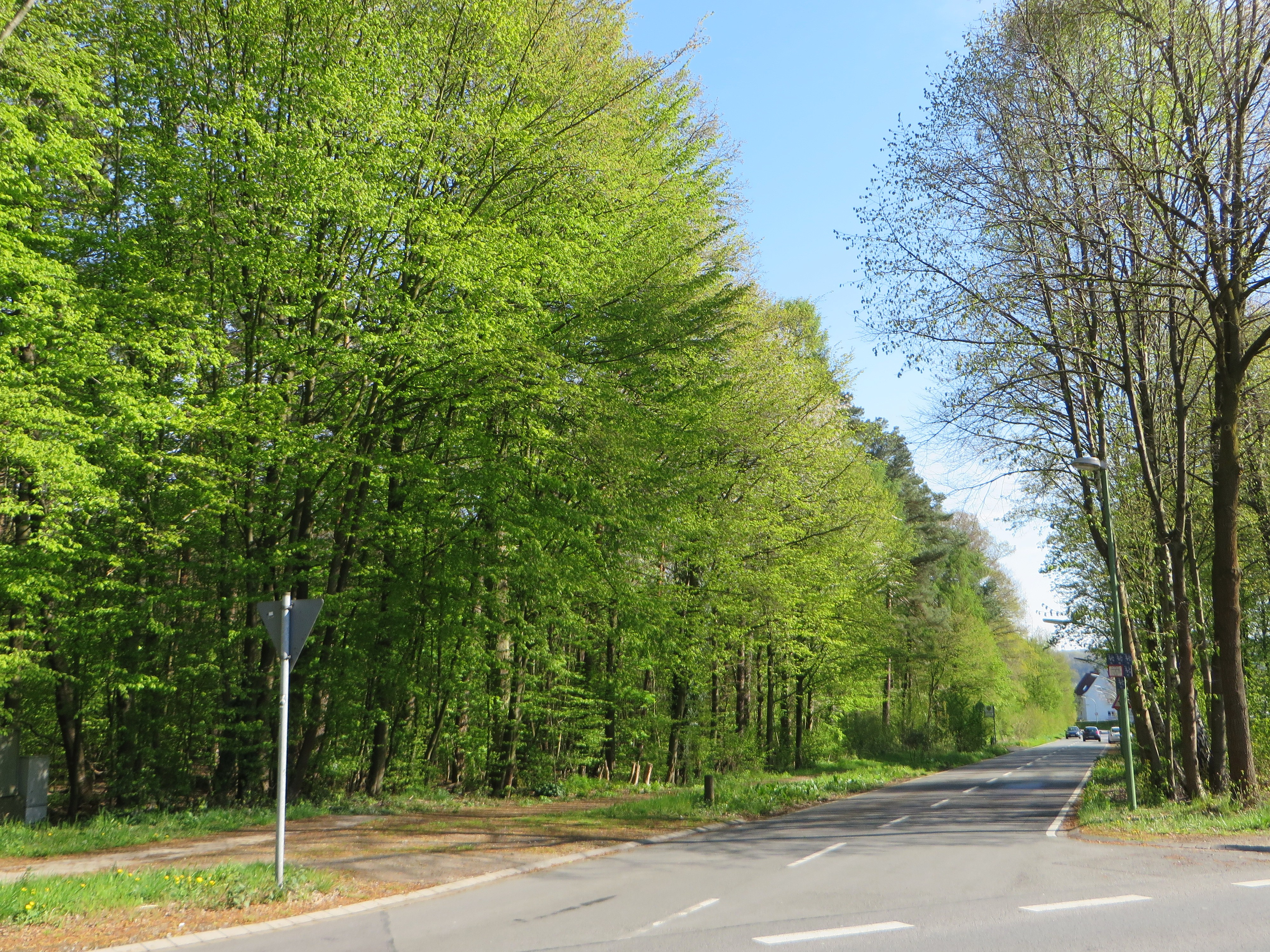
Landschaftsschutzgebiet Buschbach

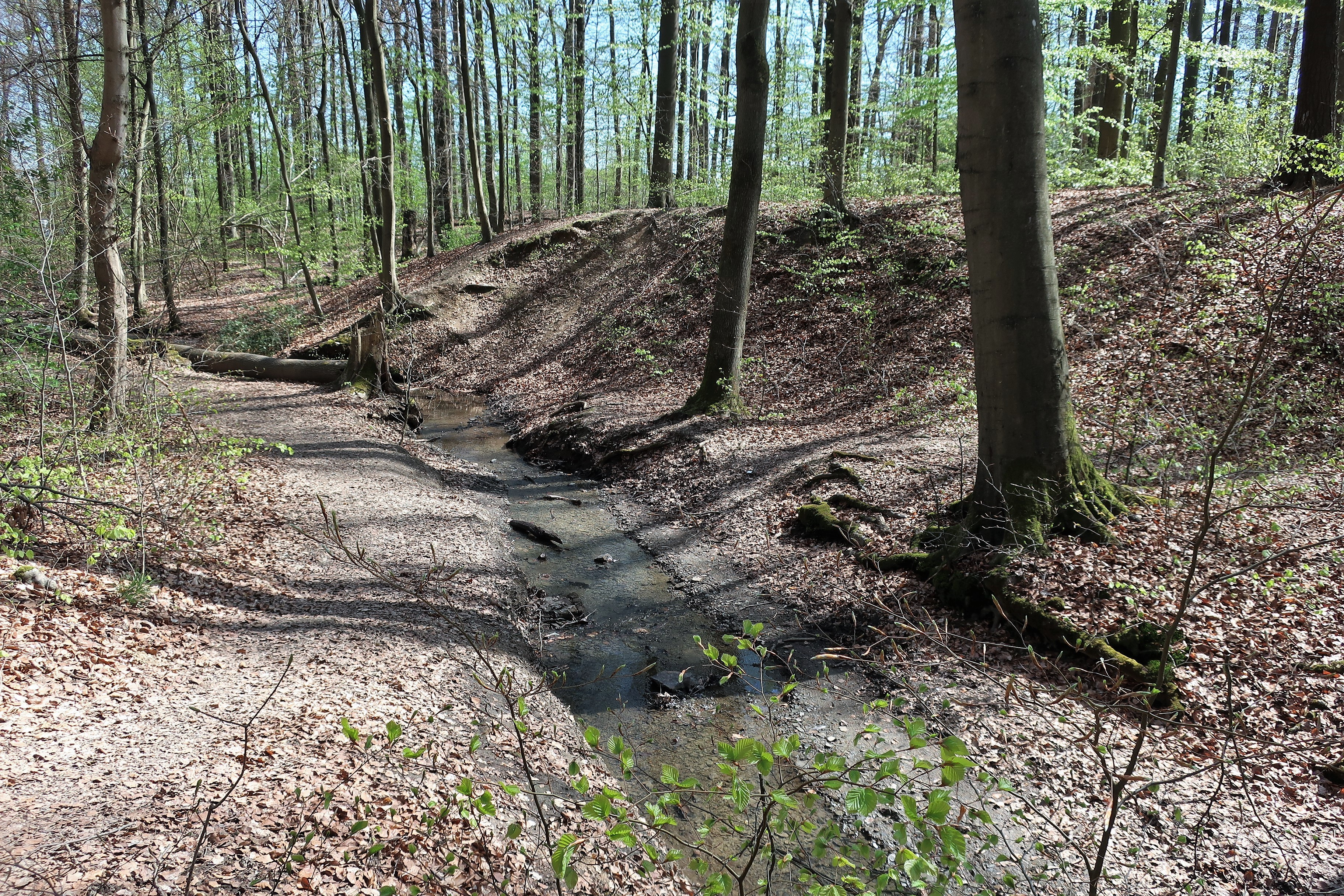
Blick auf den Buschbach

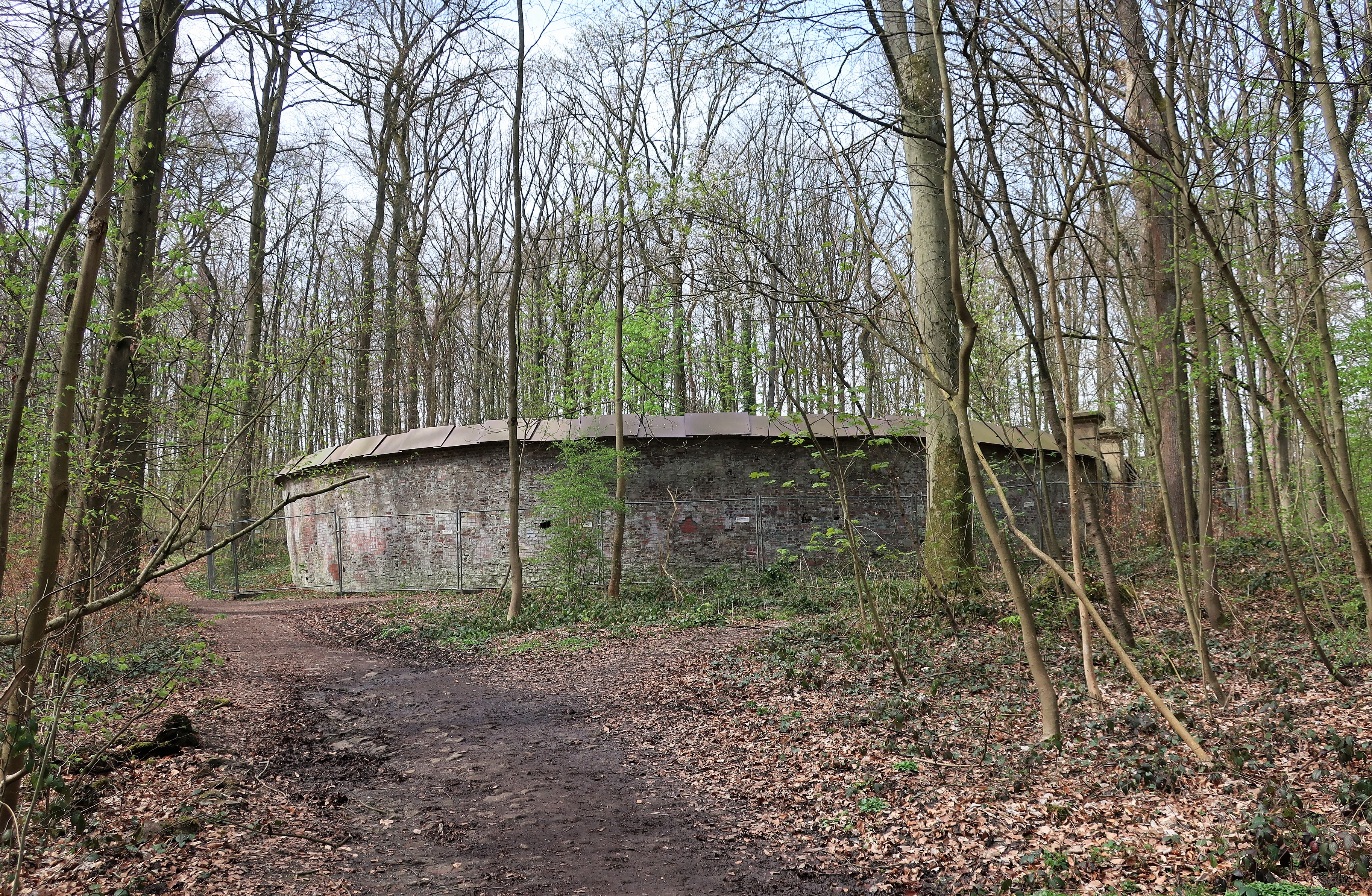
Erbbegräbnis von Haus Busch

Das Landschaftsschutzgebiet Buschbach mit einer Flächengröße von 57,62 ha befindet sich auf dem Gebiet der kreisfreien Stadt Hagen in Nordrhein-Westfalen. Das Landschaftsschutzgebiet (LSG) wurde 1994 mit dem Landschaftsplan der Stadt Hagen vom Stadtrat von Hagen ausgewiesen. Der Bereich um Haus Busch im Landschaftsschutzgebiet ist im Gebietsentwicklungsplan für Gewerbe- und Industriefläche vorgesehen. Bei einer Rechtsverbindlichkeit eines Bebauungsplanes erlischt für diese Flächen die Ausweisung als Landschaftsschutzgebiet.

## Beschreibung
Das LSG ist von bebauten Bereichen umgeben. Nur im Osten grenzen Waldflächen vom Landschaftsschutzgebiet Fleyer Wald an. Im LSG liegt eine zusammenhängende Waldfläche aus Laub- und Nadelwald. Der Buschbach mit teilweise natürlichem Verlauf sowie mehrere Kleingewässer liegen im Gebiet. In dem Schutzgebiet befindet sich auch ein Wildpark und die Erbgruft von Haus Busch.

## Schutzzweck
Laut Landschaftsplan erfolgte die Ausweisung „zur Erhaltung und Wiederherstellung der Leistungsfähigkeit des Naturhaushaltes, insbesondere durch Sicherung der naturnah entwickelten Bachläufe mit typischer Bachauenvegetation und zur Erhaltung des für das Stadtklima wichtigen, bis weit in den besiedelten Bereich hineinragenden Waldkomplexes und wegen der besonderen Bedeutung des Waldgebietes für die auf Naturerlebnis ausgerichtete Erholungsnutzung“.